# Lista de plataformas sociais com pelo menos 100 milhões de usuários ativos
Esta é uma lista de plataformas sociais que têm pelo menos 100 milhões de usuários ativos mensais. Nesta lista estão incluídas redes sociais, além de fóruns online, plataformas de compartilhamento de fotos e vídeos, aplicativos de mensagens e VoIP.
| No. | Nome           | Empresa   | País                   | Lançado | Usuários ativos mensalmente | Outras métricas                                                                     |
| --- | -------------- | --------- | ---------------------- | ------- | --------------------------- | ----------------------------------------------------------------------------------- |
| 1.  | Facebook       | Meta      | Estados Unidos         | 2004    | 2.91 bilhões                | 1.93 bilhão de usuários ativos diários                                              |
| 2.  | YouTube        | Alphabet  | Estados Unidos         | 2005    | 2.291 bilh̴ões               |                                                                                     |
| 3.  | WhatsApp       | Meta      | Estados Unidos         | 2009    | 2 bilhões                   | Teve 1 bilhão de usuários ativos quando tinha 1.3 bilhão de usuários ativos mensais |
| 4.  | Messenger      | Meta      | Estados Unidos         | 2011    | 1.3 bilhão                  |                                                                                     |
| 5.  | Instagram      | Meta      | Estados Unidos         | 2010    | 1.2 bilhão                  | 500 milhões de usuários diários no story                                            |
| 6.  | WeChat         | Tencent   | China                  | 2011    | 1.225 bilhão                |                                                                                     |
| 7.  | TikTok         | Bytedance | China                  | 2017    | 732 milhões                 |                                                                                     |
| 8.  | Douyin         | Bytedance | China                  | 2016    | 600 milhões                 |                                                                                     |
| 9.  | Telegram       | Telegram  | Emirados Árabes Unidos | 2013    | 600 milhões                 |                                                                                     |
| 10. | QQ             | Tencent   | China                  | 1999    | 595 milhões                 | 267 milhões de usuários ativos diários                                              |
| 11. | Snapchat       | Snap      | Estados Unidos         | 2011    | 528 milhões                 | 265 milhões usuários ativos diários                                                 |
| 12. | Weibo          | Sina      | China                  | 2009    | 521 milhões                 | 241 milhões de usuários ativos diários                                              |
| 13. | Qzone          | Tencent   | China                  | 2005    | 517 milhões                 |                                                                                     |
| 14. | Kuaishou       | Kuaishou  | China                  | 2011    | 481 milhões                 |                                                                                     |
| 15. | Pinterest      | Pinterest | Estados Unidos         | 2009    | 459 milhões                 | 98 milhões de usuários ativos mensais nos Estados Unidos                            |
| 16. | Reddit         | Reddit    | Estados Unidos         | 2005    | 430 milhões                 | 52 milhões de usuários ativos diários                                               |
| 17. | Twitter        | Twitter   | Estados Unidos         | 2006    | 396 milhões                 | 199 milhões de usuários ativos diários monetizáveis                                 |
| 18. | Quora          | Quora     | Estados Unidos         | 2009    | 300 milhões                 |                                                                                     |
| 19. | Skype          | Microsoft | Estados Unidos         | 2003    | 300 milhões                 | 40 milhões de usuários ativos diários                                               |
| 20. | Tieba          | Baidu     | China                  | 2003    | 300 milhões                 | 1500 milhões de usuários registrados                                                |
| 21. | Viber          | Rakuten   | Luxemburgo             | 2010    | 260 milhões                 | 1169 milhões de usuários registrados                                                |
| 22. | LinkedIn       | Microsoft | Estados Unidos         | 2003    | 310 milhões                 | 700 milhões de usuários registrados                                                 |
| 23. | Teams          | Microsoft | Estados Unidos         | 2016    | 250 milhões                 | 145 milhões de usuários ativos diários                                              |
| 24. | imo            | PageBites | Estados Unidos         | 2007    | 200 milhões                 |                                                                                     |
| 25. | Line           | Naver     | Japão                  | 2011    | 169 milhões                 |                                                                                     |
| 26. | Picsart        | Picsart   | Estados Unidos         | 2011    | 150 milhões                 |                                                                                     |
| 27. | Likee          | Bigo Live | Singapura              | 2017    | 150 milhões                 |                                                                                     |
| 28. | Discord        | Discord   | Estados Unidos         | 2015    | 140 milhões                 |                                                                                     |
| 29. | Twitch         | Amazon    | Estados Unidos         | 2011    | 140 milhões                 |                                                                                     |
| 30. | Stack Exchange | Prosus    | Estados Unidos         | 2008    | 100 milhões                 |                                                                                     |

## Serviços integrados
| No. | Nome     | Empresa  | País           | Lançado | Usuários ativos mensais | Outras métricas                          |
| --- | -------- | -------- | -------------- | ------- | ----------------------- | ---------------------------------------- |
|     | Zoom     | Zoom     | Estados Unidos | 2012    |                         | 300 milhões de participantes diários     |
|     | Meet     | Alphabet | Estados Unidos | 2017    |                         | 100 milhões de participantes diários     |
|     | iMessage | Apple    | Estados Unidos | 2011    |                         | 1,4 bilhões de dispositivos Apple ativos |
|     | Facetime | Apple    | Estados Unidos | 2011    |                         | 1,4 bilhões de dispositivos Apple ativos |

↑  Quando o MAU não está disponível, é estimado para ser mais de 100 milhões baseado em outras métricas.
↑  Indica a sede da plataforma corrente. Pode ser diferente do país onde a plataforma foi fundada ou a sede da empresa-mãe.

## Gráficos

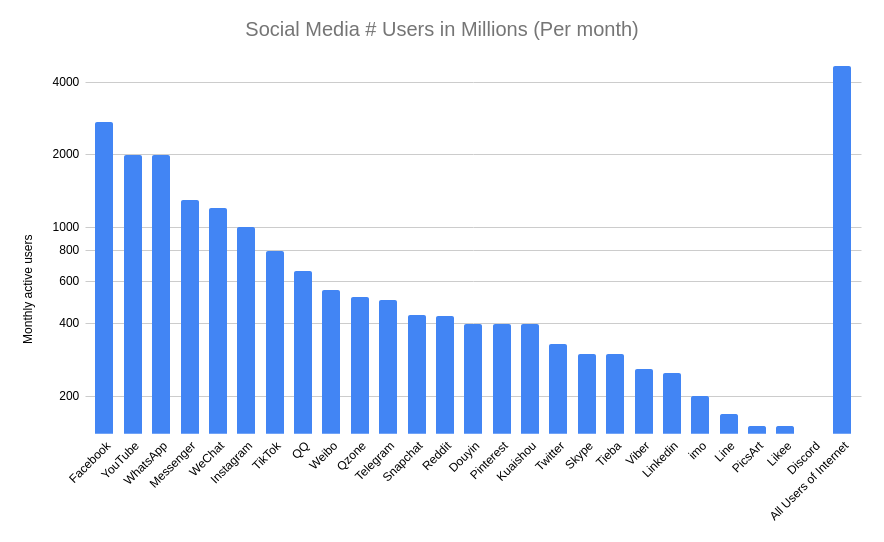
Usuários de mídia social por mês em comparação com todos os usuários na Internet